# Фермий
Фермий (Fm) е изкуствено получен, радиоактивен химичен елемент с атомен номер 100. Той е от групата на актинидите. Получен е в края на 1952 г. от американски учени от Националната лаборатория на Лос Аламос. Непосредствено след първия термоядрен взрив на остров Еневетак, Тихия океан, малки количества фермий са засечени в отломките покрай мястото на експлозията, заедно с елемента айнщайний.
Елементът носи името на италианския физик и Нобелов лауреат – Енрико Ферми.